# Magda Babitsch
Magdalena Sofie Maria Gisela Augusta „Magda“ Babitsch, bis 1919 von Babitsch (* 18. März 1908 in St. Pölten; † 3. Februar 1981 in Puchenstuben) war eine österreichische Lehrerin und Schriftstellerin.

## Leben
Babitsch stammte aus einer 1877 durch Verleihung des Leopold-Orden geadelten Juristenfamilie. Am 18. März 1908 wurde sie als Tochter von Jakob Ritter von Babitsch (* 21. August 1850 in Salzburg), Vizepräsident des Kreisgerichtes St. Pölten, und dessen Ehefrau, der Fabriksdirektorentochter Hermine Franziska Pauline (geborene Brokin(?); * 13. Mai 1875 in Felixdorf), in St. Pölten geboren und am 4. April 1908 auf den Namen Magdalena Sofie Maria Gisela Augusta getauft. Ihre Eltern hatten am 22. April 1899 geheiratet.
Sie wurde zur Lehrerin ausgebildet und arbeitete an ihrem Geburtsort St. Pölten in diesem Beruf.
Ihr schriftstellerisches Werk umfasste zahlreiche Kinderbücher und Weihnachtsspiele.

## Werke
- Der goldene Kranz und andere Geschichten. Scheibl, Grieskirchen / Wien 1948.
- Adventspiel. Feierspiel mit einer Predigskizze. Fährmann, Wien 1948.
- Das Licht in der Finsternis. Weihnachtsspiel für Kinder. Fährmann, Wien 1949.
- Wacht auf, ihr Schläfer! 4 kleine Weihnachtsspiele. Fährmann, Wien 1950.
- Der König, der da kommen soll! Ein vorweihnachtliches Spiel. Fährmann, Wien 1962.
- Bereitet den Weg. Anregungen und Material für Advent- und vorweihnachtliche Feiern. Fährmann, Wien 1963.